# Kevin Roche
Kevin Roche (Dublin, 14 juni 1922 - Guilford, 1 maart 2019) was een Amerikaans architect van Ierse origine. Roche werd in 1982 de vierde architect die laureaat werd van de Pritzker Prize.
Roche tekende voor zo'n tweehonderd projecten in de Verenigde Staten en wereldwijd waaronder acht musea, 38 bedrijfshoofdkwartieren, zeven onderzoeksinstellingen, kunstencentra, theaters en campusbouwwerken voor zes universiteiten. In 1967 was hij de ontwerper van het masterplan voor de uitbreiding en vernieuwing van het Metropolitan Museum of Art en in die hoedanigheid ook verantwoordelijk voor alle nieuwe vleugels van het New Yorks museum.

## Biografie
Roche studeerde af in architectuur aan het University College Dublin in 1945 en ging vervolgens zich vervolmaken bij Ludwig Mies van der Rohe aan de School of Architecture van het Illinois Institute of Technology. Na zijn studies bleef hij in de VS en ging in 1950 werken voor Eero Saarinen om vervolgens in 1966 samen met associee John Dinkeloo hun eigen architectenbureau te openen. Beiden tot het overlijden aan het werk voor Saarinen, begonnen ze hun kantoor met ook te werken voor de afwerking van enkele van Saarinen nog niets voltooide projecten waaronder de Gateway Arch, het TWA Flight Center op JFK International Airport, Washington Dulles International Airport en de CBS Headquarters in New York.
Hun eerste eigen projecten waren het Oakland Museum of California in Oakland en het gebouw in New York voor de Ford Foundation. Later volgden onder meer Millenia Tower in Singapore, het Museum of Jewish Heritage in New York, het hoofdkwartier van de Amerikaanse Securities and Exchange Commission in Washington D.C. en het Convention Centre Dublin.
- Bibsys: 90349445
- Biblioteca Nacional de España: XX5146163
- Bibliothèque nationale de France: cb16545924c (data)
- Catàleg d'autoritats de noms i títols de Catalunya: 981058523931806706
- CiNii: DA01607385
- Gemeinsame Normdatei: 11860161X
- International Standard Name Identifier: 0000 0000 8375 190X
- Library of Congress Control Number: n85069293
- Nationale Bibliotheek van Letland: 000223744
- Bibliotheek van het Japanse parlement: 00454440
- Nationale bibliotheek van Australië: 35664967
- Nationale Bibliotheek van Israël: 987007429506305171
- Nederlandse Thesaurus van Auteursnamen: 072199830
- LIBRIS: 350599
- SNAC: w6tx40fx
- Système universitaire de documentation: 152566732
- Trove: 1032849
- Union List of Artist Names: 500032415
- Virtual International Authority File: 40170981
- WorldCat: E39PBJjhG34cYydGdHkbXgJMT3

Philip Johnson (1979) · Luis Barragán (1980) · James Stirling (1981) · Kevin Roche (1982) · I.M. Pei (1983) · Richard Meier (1984) · Hans Hollein (1985) · Gottfried Böhm (1986) · Kenzo Tange (1987) · Gordon Bunshaft en Oscar Niemeyer (1988) · Frank Gehry (1989) · Aldo Rossi (1990) · Robert Venturi (1991) · Álvaro Siza (1992) · Fumihiko Maki (1993) · Christian de Portzamparc (1994) · Tadao Ando (1995) · Rafael Moneo (1996) · Sverre Fehn (1997) · Renzo Piano (1998) · Norman Foster (1999) · Rem Koolhaas (2000) · Herzog & de Meuron (2001) · Glenn Murcutt (2002) · Jørn Utzon (2003) · Zaha Hadid (2004) · Thom Mayne (2005) · Paulo Mendes da Rocha (2006) · Richard Rogers (2007) · Jean Nouvel (2008) · Peter Zumthor (2009) · Kazuyo Sejima en Ryue Nishizawa (SANAA) (2010) · Eduardo Souto de Moura (2011) · Wang Shu (2012) · Toyo Ito (2013) · Shigeru Ban (2014) · Frei Otto (2015) · Alejandro Aravena (2016) · Rafael Aranda, Carme Pigem en Ramon Vilalta (RCR Arquitectes) (2017) · Balkrishna Doshi (2018) · Arata Isozaki (2019) · Grafton Architects (2020) · Anne Lacaton en Jean-Philippe Vassal (2021) · Francis Kéré (2022) · David Chipperfield (2023)